# 배상희
배상희(1992년 2월 1일~)는 대한민국의 사격 선수로 주 종목은 소총이다. 2020년 하계 올림픽에 대한민국 국가대표로 참가했다.

## 생애와 경력
천안시 출신으로 양산대학교 재학 시절에 한화회장배 전국사격대회에 여자 대학부 소총 3자세에서 우승을 하는 등 사격 선수로 활동했다. 2014년부터 국군체육부대 소속으로 활동하였고 2015년 10월에 문경시에서 열린 2015년 세계 군인 체육 대회에 참가하여 국제 대회에 첫 출전했다. 이 대회에서 음빛나, 박현주와 함께 출전한 50m 소총 복사 단체전에서는 8위를 기록했고, 개인전에서는 39위를 기록했다. 이후 2016년 11월에는 카타르의 도하에서 열린 세계 군인 사격 선수권 대회에서 소총 50m 3자세 개인전에서 오스트리아의 프란체스카 페어와 러시아의 알료나 니스코샵스카야를 누르고 우승을 차지했다.
2017년에는 국가대표로 발탁되어 군인 대회 뿐 만 아니라 국제 사격 연맹(ISSF) 공인 국제 대회 출전권을 얻었으며, 같은 해 5월에 독일 뮌헨에서 열린 ISSF 월드컵을 통해 월드컵 데뷔를 이뤘으며, 50m 소총 3자세 개인전에서 60위를 기록했다. 이후 같은 해 5월에 뮌헨에서 열린 월드컵 50m 소총 3자세에서 개인 경력 처음으로 월드컵 결승에 진출하였고 402.5점을 기록하여 8위에 올랐다. 이후 6월 스위스의 툰에서 열린 세계 군인 사격 선수권 대회에 대한민국 국가대표로 참가하였고, 50m 소총 3자세 개인전 경기에서 러시아의 율리야 카리모바의 뒤를 이어 은메달을 획득하였다.
2019년 사격 선수인 천민호와 결혼했다.